# Specchio, specchio (film 2022)
Specchio, specchio (Espejo, Espejo) è un film del 2022, diretto da Marc Crehuet.

## Trama
In vista del cinquantesimo anniversario della loro azienda di cosmetici cinque dipendenti si confrontano allo specchio parlando con se stessi dei loro desideri. 

## Distribuzione
Il film è stato distribuito nelle sale cinematografiche spagnole il 20 maggio 2022 e in Italia sulla piattaforma Netflix dal 16 settembre 2022.